# Unió Esportiva Sant Julià

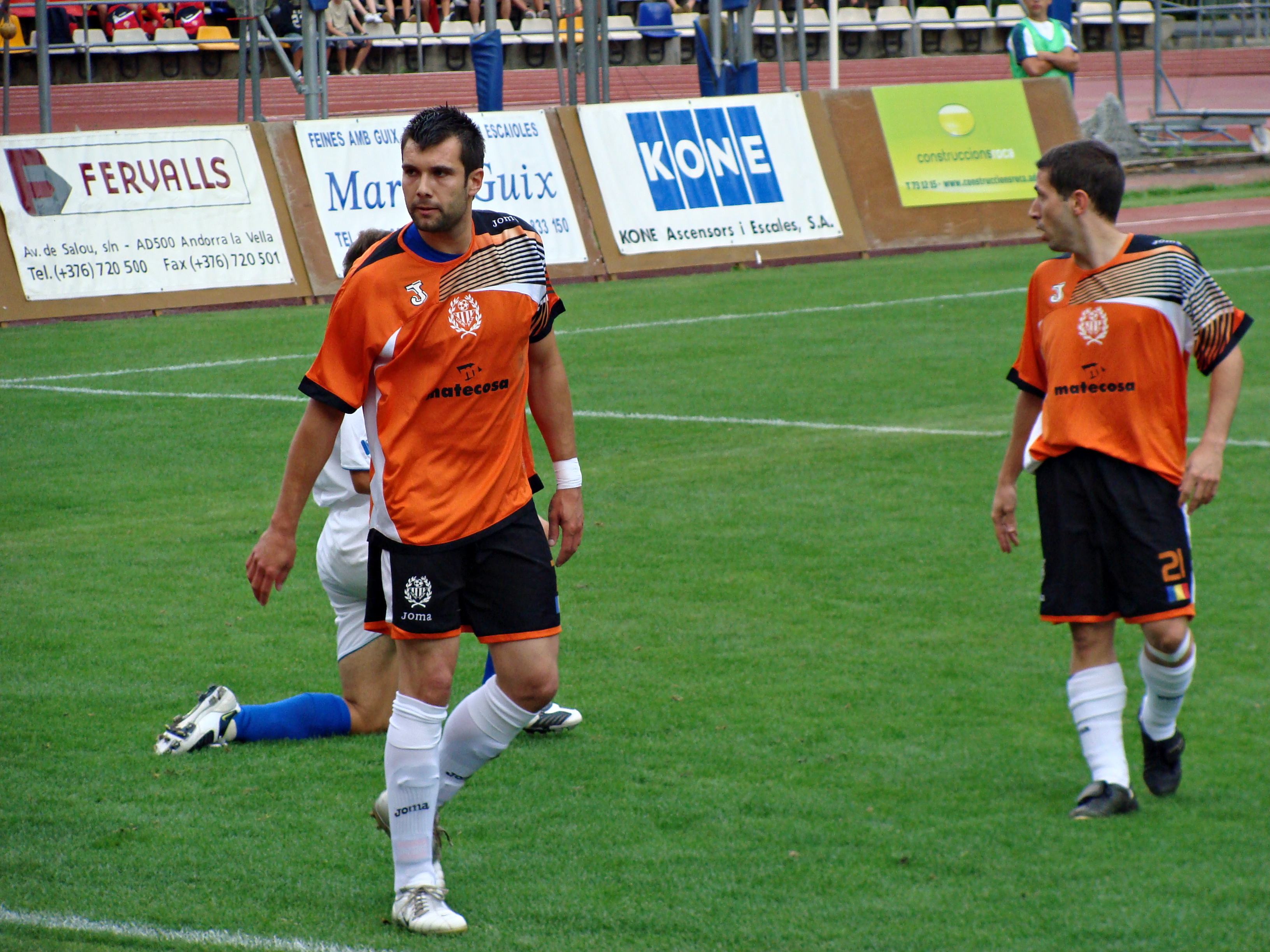
El UE Sant Julià ante el SP Tre Fiori de San Marino en la Liga de Campeones de la UEFA 2009-10.

El Unió Esportiva Sant Julià (llamado también Tic Tapa Unió Esportiva Sant Julià por motivos de patrocinio) es un club de fútbol de Andorra, de la parroquia de San Julián de Loria. Fue fundado en 1982 y juega en la segunda división de la Liga Andorrana de Fútbol.

## Historia
El Unió Esportiva Sant Julià fue fundado en 1982. Desde 1995 participa en la Primera División, donde siempre ha permanecido. En la temporada 2004-2005 consiguió su primer título de campeón de liga de Primera División. Ello le permitió disputar la siguiente temporada la Copa de la UEFA por primera vez, siendo eliminado en primera ronda por el Rapid de Bucarest por un total de 10-0.
La temporada 2007/08, tras quedar subcampeón de liga, conquistó brillantemente su primera Copa Constitució, eliminando en semifinales al Ranger's por 6-1 y goleando en la final al Lusitans la Posa por idéntico resultado. A pesar de recibir un gol en contra a los cinco minutos de iniciar la final, los hombres dirigidos por Patri González dieron la vuelta al marcador con seis tantos, los cuales materializados por el uruguayo Varela, el chileno Juan José Bernales y Alejandro en cuatro ocasiones. No tuvo tanta suerte en su regreso a la Copa de la UEFA: tres años después de su primera participación, el Sant Julià volvió a caer en la primera ronda ante el PFC Cherno More Varna de Bulgaria por un global de 9-0.
La temporada 2008/09 logró su segunda liga, en un intenso final del play off por el título. Los lauredianos, a falta de dos jornadas para el final del campeonato, estaban un punto por detrás del líder: el FC Santa Coloma. Pero el Sant Julià se impuso en el enfrentamiento directo entre ambos, en la penúltima jornada, y logró desbancar del liderato a los colomenses y asegurándose finalmente el título con un triunfo en la última jornada ante el FC Lusitans.
En la temporada 2009/10, el Sant Julià se convirtió en el primer equipo del Principado en superar una eliminatoria de una competición de la UEFA al superar en la tanda de penaltis al SP Tre Fiori de San Marino en la primera ronda previa de la Liga de Campeones, después de empatar a uno en ambos partidos. El Sant Julià pasó a la siguiente fase, en la que cayó ante el PFC Levski Sofia de Bulgaria por un global de 9-0.

## Presidentes
- Ramon Vidal Flinch (1982-1988)
- Antoni Giribet (1988-2009)
- Josep Giribet (2009)
- Albert Carnicé (2009-actualidad)

## Temporadas
| Temporada |                 | Pos. | PJ.       | PG        | PE        | PP        | GF        | GC        | Pts.      |
| --------- | --------------- | ---- | --------- | --------- | --------- | --------- | --------- | --------- | --------- |
| 2011–12   | Primera Divisió | 4    | 20        | 10        | 6         | 4         | 57        | 22        | 36        |
| 2012–13   | Primera Divisió | 4    | 20        | 10        | 4         | 6         | 38        | 18        | 34        |
| 2013–14   | Primera Divisió | 3    | 20        | 11        | 5         | 4         | 46        | 19        | 38        |
| 2014–15   | Primera Divisió | 4    | 20        | 9         | 5         | 6         | 41        | 23        | 32        |
| 2015–16   | Primera Divisió | 3    | 20        | 9         | 5         | 6         | 41        | 20        | 32        |
| 2016–17   | Primera Divisió | 2    | 27        | 14        | 8         | 5         | 55        | 23        | 50        |
| 2017–18   | Primera Divisió | 3    | 27        | 14        | 6         | 7         | 64        | 24        | 48        |
| 2018–19   | Primera Divisió | 2    | 27        | 15        | 8         | 4         | 52        | 26        | 53        |
| 2019–20   | Primera Divisió | 4    | 24        | 11        | 3         | 10        | 27        | 30        | 36        |
| 2020–21   | Primera Divisió | 2    | 20        | 10        | 4         | 6         | 33        | 24        | 34        |
| 2021–22   | Primera Divisió | 3    | 27        | 12        | 10        | 5         | 41        | 30        | 46        |
| 2022–23   | Primera Divisió | 8    | 28        | 4         | 4         | 20        | 23        | 83        | 16        |
| 2023–24   | Segonda Divisió | 6    | Se retiró | Se retiró | Se retiró | Se retiró | Se retiró | Se retiró | Se retiró |

## Datos del club
- Temporadas en 1.ª: 21
- Mejor puesto en la liga: 1.º (temporadas 2004/05 y 2008/2009)
- Peor puesto en la liga: 9.º (temporada 1997/98)
- Mayor goleada conseguida en casa: UE Sant Julià 18 - 0 UE Engordany (temporada 08/09)
- Mayor goleada conseguida fuera: FC Encamp 0 - 10 UE Sant Julià (temporada 09/10)
- Mayor goleada encajada en casa: UE Sant Julià 2 - 10 CE Principat (temporada 97/98)
- Mayor goleada encajada fuera: CE Principat 7 - 1 UE Sant Julià (temporada 96/97)
- Primer equipo Andorrano en pasar una ronda previa en Europa (temporada 09/10)

## Jugadores

### Plantilla 2021/22
Actualizado el 3 de agosto de 2021

## Palmarés

### Torneos nacionales
- Primera División de Andorra (2): 2005, 2009
- Copa Constitució (6): 2008, 2010, 2011, 2014, 2015, 2021
- Supercopa andorrana (6): 2004, 2009, 2010, 2011, 2014, 2018

## Récord Europeo
| Temporada | Torneo                       | Etapa            | País                 | Club              | Casa | Visita | Global         |
| --------- | ---------------------------- | ---------------- | -------------------- | ----------------- | ---- | ------ | -------------- |
| 2001      | Copa Intertoto               | 1                | Suiza                | Lausanne Sports   | 1–3  | 0–6    | 1–9            |
| 2002      | Copa Intertoto               | 1                | Irlanda del Norte    | Coleraine         | 2–2  | 0–5    | 2–7            |
| 2004      | Copa Intertoto               | 1                | Serbia y Montenegro  | Smederevo         | 0–8  | 0–3    | 0–11           |
| 2005–06   | Copa UEFA                    | Clasificatoria 1 | Rumania              | Rapid Bucarest    | 0–5  | 0–5    | 0–10           |
| 2006      | Copa Intertoto               | 1                | Eslovenia            | Maribor           | 0–3  | 0–5    | 0–8            |
| 2007      | Copa Intertoto               | 1                | Bosnia y Herzegovina | Slavija           | 2–3  | 2–3    | 4–6            |
| 2008–09   | Copa UEFA                    | Clasificatoria 1 | Bulgaria             | Cherno More Varna | 0–5  | 0–4    | 0–9            |
| 2009–10   | Liga de Campeones de la UEFA | Clasificatoria 1 | San Marino           | Tre Fiori         | 1–1  | 1–1    | 2–2 (5–4 pen.) |
| 2009–10   | Liga de Campeones de la UEFA | Clasificatoria 2 | Bulgaria             | Levski Sofia      | 0–5  | 0–4    | 0–9            |
| 2010–11   | UEFA Europa League           | Clasificatoria 2 | Finlandia            | MYPA              | 0–3  | 0–5    | 0–8            |
| 2011–12   | UEFA Europa League           | Clasificatoria 2 | Israel               | Bnei Yehuda       | 0–2  | 0–2    | 0–4            |
| 2014–15   | UEFA Europa League           | Clasificatoria 1 | Serbia               | Čukarički         | 0–0  | 0–4    | 0–4            |
| 2015–16   | UEFA Europa League           | Clasificatoria 1 | Dinamarca            | Randers           | 0–1  | 0–3    | 0–4            |
| 2017–18   | UEFA Europa League           | Clasificatoria 1 | Albania              | Skënderbeu Korçë  | 0–1  | 0–5    | 0–6            |
| 2018–19   | UEFA Europa League           | Ronda preliminar | Malta                | Gżira United      | 0–2  | 1–2    | 1–4            |
| 2019–20   | UEFA Europa League           | Ronda preliminar | Gibraltar            | Europa            | 3–2  | 0–4    | 3–6            |
| 2021–22   | Europa Conference League     | Clasificatoria 1 | Malta                | Gżira United      | 0–0  | 1–1    | 1–1 (3:5 pen.) |